# Епархия Ясс

Территория епархии на северо-востоке, выделена жёлтым

Епархия Ясс (лат. Dioecesis Iasensis, рум. Dieceza Romano-Catolică de Iași) — католическая епархия латинского обряда с центром в городе Яссы, Румыния.

## История

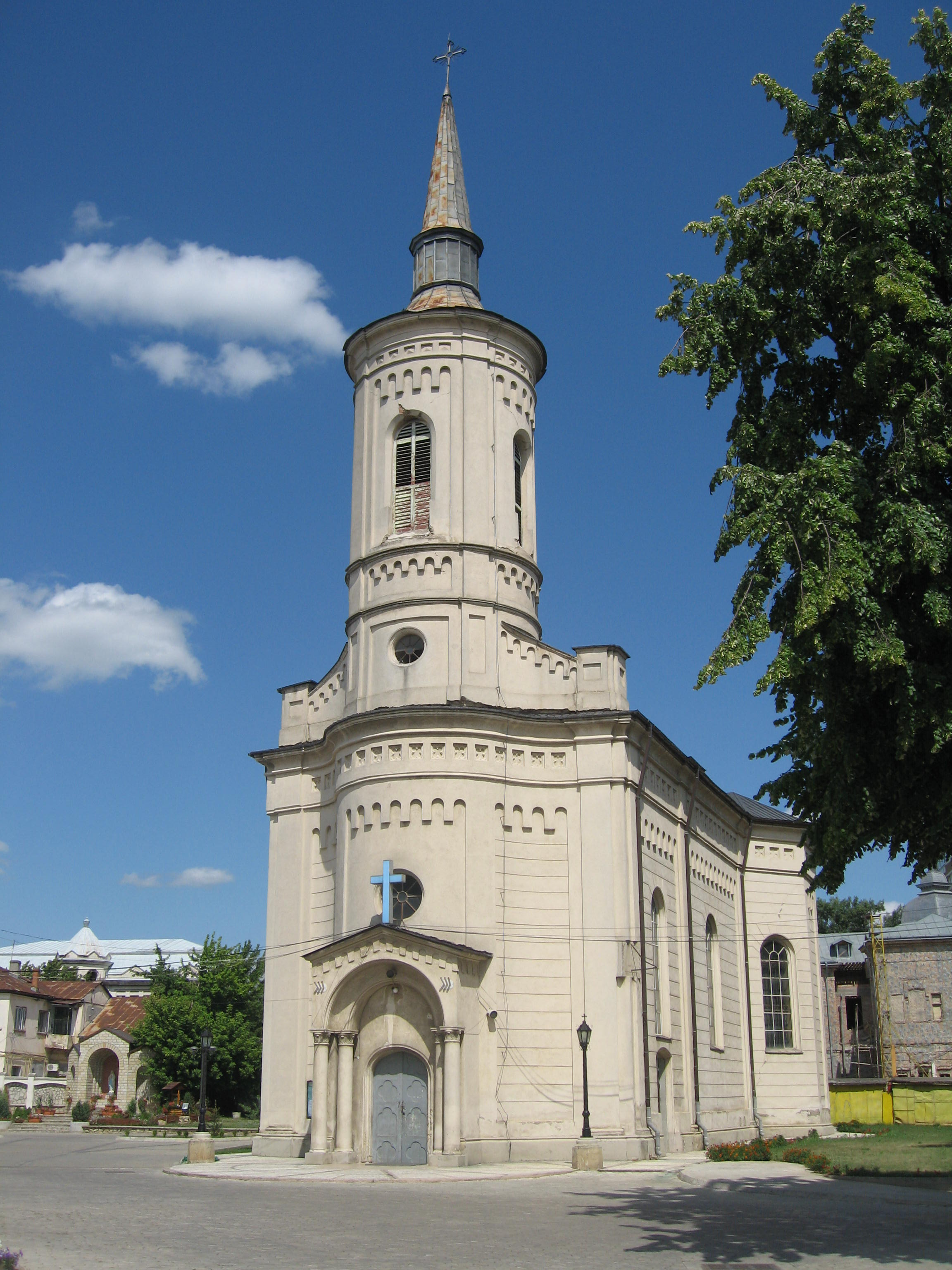
Бывший кафедральный собор Успения Девы Марии

27 июня 1884 года папа Лев XIII основал епархию Ясс на основе бывшего апостольского викариата Молдавии. В епархию Ясс входила территория севера современной Румынии и большая часть территории современной Молдавии.
Первоначально епархия находилась в прямом подчинении Святому Престолу, с образованием в 1930 году митрополии Бухареста подчинена ей. После вхождения Молдавии в состав СССР юрисдикция епархии Ясс де-факто распространялась только на север Румынии. В 1993 году это было закреплено юридически с образованием на территории независимой Молдавии апостольской администратуры, преобразованной в 2001 году в епархию Кишинёва.
17 мая 2014 года был беатифицирован епископ Ясс Антон Дуркович, который умер в тюрьме в 1951 году во время гонений на Католическую церковь коммунистического режима.

## Современное состояние
С 1990 года епархию возглавляет епископ Петру Гергель. Кафедральным собором епархии долгое время служил собор Успения Девы Марии в Яссах, но в 2005 году в городе был освящён новый собор Святой Марии Царицы, куда была перенесена епископская кафедра. Статус собора кроме двух вышеперечисленных также имеет собор Посещения в городе Бакэу, бывший кафедральный собор упразднённой епархии Бакэу. На территории епархии расположена одна из 4 малых базилик Румынии — базилика Качики в жудеце Сучава.
Епархия Ясс является суффраганной по отношению к архиепархии Бухареста. В отличие от трёх других подчинённых Бухаресту епархий — Оради, Сату-Маре и Тимишоары, где большинство католиков составляют этнические венгры, в епархии Ясс большинство католиков — этнические румыны.
По данным на 2006 год епархия насчитывала 255 798 верующих, 130 приходов и 364 священника.